# صومعه پوبلت
صومعه پوبلت یا صومعه سلطنتی سانتا ماریا د پوبلت (کاتالان: Reial Monestir de Santa Maria de Poblet)، یک صومعه سیسترسی است که در سال ۱۱۵۱ میلادی تأسیس شده و در پای کوه‌های پرادس، در کاتالونیا (اسپانیا)، واقع شده است. این صومعه توسط راهبان سیسترسی از فرانسه تأسیس شد. معمار اصلی آن ارنائو بارگس بود.